# San Diego de los Baños
San Diego de los Baños är en ort i Kuba.   Den ligger i provinsen Provincia de Pinar del Río, i den västra delen av landet, 110 km sydväst om huvudstaden Havanna. San Diego de los Baños ligger 71 meter över havet och antalet invånare är 1 643.
Terrängen runt San Diego de los Baños är platt söderut, men norrut är den kuperad. Runt San Diego de los Baños är det ganska tätbefolkat, med 78 invånare per kvadratkilometer. Närmaste större samhälle är Entronque de Herradura, 11,8 km sydväst om San Diego de los Baños. Omgivningarna runt San Diego de los Baños är en mosaik av jordbruksmark och naturlig växtlighet.